# Gemeenschappelijk landbouwbeleid

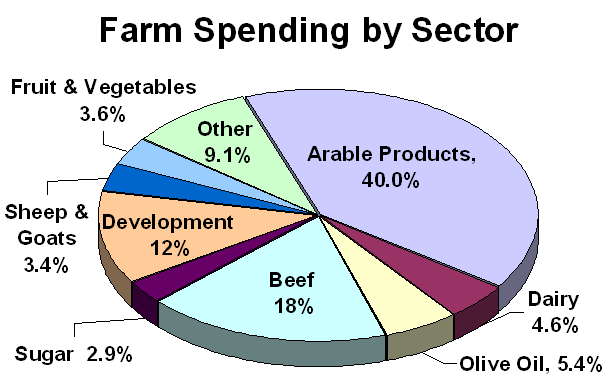
Besteding van het budget van het Gemeenschappelijk landbouwbeleid per sector.

Het Gemeenschappelijk landbouwbeleid (GLB) is het landbouwbeleid van de Europese Unie en bestaat sinds medio 1999 uit twee pijlers: de marktordening en de plattelandsontwikkeling. Het aandeel van de landbouwuitgaven in de begroting van de EU loopt terug, maar is nog altijd 38% van het totaal.

## Geschiedenis
De geschiedenis van het Gemeenschappelijk landbouwbeleid is grofweg in te delen in drie periodes: een periode van prijssteun (tot 1992), een periode van gekoppelde steun (1992-2003) en een periode van ontkoppelde steun (vanaf 2003). Ontkoppelde steun is steun die onafhankelijk is van de geproduceerde hoeveelheid.

### Ontstaan
Toen in mei 1950 het Schumanplan voor de kolen- en staalindustrie was gelanceerd, gaf de Nederlandse minister van landbouw Sicco Mansholt zijn staf opdracht ook een plan op te stellen voor een Europees landbouwbeleid. Het plan-Mansholt werd op 11 oktober 1950 door de Nederlandse regering goedgekeurd en op 17 oktober officieel ingediend bij de Europese gesprekspartners. Na enige tijd liepen de onderhandelingen vast en terwijl werd verder gepraat over kolen en staal en over een defensieunie, bleef het landbouwbeleid jaren liggen. Maar het werd weer opgepakt in de Conferentie van Messina, waar de Belg Paul Henri Spaak de drijvende kracht werd van de Europese economische samenwerking.
Na de ondertekening van het Verdrag van Rome in 1957 ontstond de Europese Economische Gemeenschap.  
In artikel 39 van dat Verdrag van Rome werden al de doelen van het landbouwbeleid vastgelegd:
- de productiviteit van de landbouw te doen toenemen door de technische vooruitgang te bevorderen en door zowel de rationele ontwikkeling van de landbouwproductie als een optimaal gebruik van de productiefactoren, met name de arbeidskrachten, te verzekeren;
- aldus de landbouwbevolking een redelijke levensstandaard te verzekeren, met name door de verhoging van het hoofdelijk inkomen van hen die in de landbouw werkzaam zijn;
- de markten te stabiliseren;
- de voedselvoorziening veilig te stellen;
- redelijke prijzen bij de levering aan verbruikers te verzekeren.

Opvallend is dat deze doelstellingen, ondanks vele wijzigingen in het beleid, in latere verdragen nooit werden aangepast.
In het vervolg hierop werd het Gemeenschappelijk landbouwbeleid (GLB) uitgewerkt.
De Europese Commissie deed hiervoor een voorstel in 1960. Sicco Mansholt, commissaris van landbouw, was hiervan de geestelijke vader. Bij de uitwerking van het te voeren beleid werd hij in de eerste plaats bijgestaan door Alfred Mozer en Wim van Slobbe.
In 1962 werd begonnen met de stapsgewijze invoering, en op 1 juli 1968 trad het Gemeenschappelijk landbouwbeleid uiteindelijk in werking.
Er werden voor de gemeenschappelijke landbouwmarkt drie principes vastgelegd:
- Eenheid van de markt: een vrij verkeer van landbouwproducten binnen de EG;
- Bescherming van Europese producten;
- Financiële solidariteit: de landbouwuitgaven zijn geen nationale uitgaven, maar worden op EG-niveau gedaan.

Concreet kregen producenten van landbouwproducten voor hun producten gegarandeerde minimumprijzen. Overschotten werden opgekocht. In het begin was dit beleid zeer succesvol, maar het botste al snel tegen zijn limieten aan: grote overschotten en uit de hand lopende budgettaire kosten. Naar deze overschotten werd ook wel verwezen aan de hand van de begrippen boterberg, melkplas en wijnzee.
Deze subsidies leidden er ook toe dat deze overschotten in de derde wereld gedumpt werden. Voor boeren uit de derde wereld was het daarom niet mogelijk te concurreren tegen producten die met veel subsidie door Europa gedumpt werden.

### MacSharry-hervorming (1992)
Sinds de MacSharry-hervorming van 1992, genoemd naar de toenmalige Europees Commissaris voor landbouw Ray MacSharry, wordt het systeem van prijsondersteuning geleidelijk afgebouwd en vervangen door directe subsidies. Deze subsidies waren wel nog gekoppeld aan de geproduceerde hoeveelheden.

### Agenda 2000
De hervormingen van Agenda 2000 verdeelden het Gemeenschappelijk landbouwbeleid in twee pijlers: het markt- en inkomensbeleid (pijler I) en het plattelandsontwikkelingsbeleid (pijler II). Verschillende maatregelen voor plattelandsontwikkeling werden geïntroduceerd, waaronder gewasdiversificatie, de oprichting van producentengroeperingen en ondersteuning van jonge landbouwers. Agromilieumaatregelen werden verplicht voor alle lidstaten. De ondersteuning van de markt voor granen, melk en zuivelproducten en rundvlees werden stapsgewijs verlaagd, terwijl de directe gekoppelde betalingen aan de landbouwers werden verhoogd. Betalingen voor belangrijke akkerbouwgewassen als granen en oliehoudende zaden werden geharmoniseerd.

### Mid-Termhervorming (2003)
De Mid-Termhervorming van 2003 zorgde voor een ontkoppeling van subsidies van bepaalde gewassen ten opzichte van de opbrengst (al kunnen de lidstaten ervoor kiezen om toch beperkte gekoppelde subsidies aan te houden). De nieuwe bedrijfstoeslagen zijn onderworpen aan cross-compliance-voorwaarden met betrekking tot milieu, voedselveiligheid en dierenwelzijn. Cross-compliance is het principe dat boeren aan voorwaarden moeten voldoen om geld te ontvangen. Veel van deze voorwaarden waren al ofwel good practice-aanbevelingen of afzonderlijke wettelijke vereisten inzake de boerderij. Het doel is om meer geld beschikbaar te maken voor de kwaliteit van het milieu of dierenwelzijn.

### Hervormingspakket (2020)
In oktober 2020 besprak het Europees Parlement een hervormingspakket voor het gemeenschappelijk landbouwbeleid.